# Manasterzec
Manasterzec (1968–2006 Monasterzec; dawniej też Manasterz) – wieś w Polsce położona w województwie podkarpackim, w powiecie leskim, w gminie Lesko.

## Historia
Manasterzec lokowany był w 1433 roku jako własność Kmitów. W XVIII wieku istniał jeszcze tu klasztor bazylianów – monastyr i stąd nazwa wsi. Wydobywano tu i przetapiano rudę żelaza i miedzi. Dzieje miejscowości związane są ściśle z zamkiem Sobień, który został nadany w roku 1389 przez Władysława Jagiełłę Kmitom.
Po uwłaszczeniu chłopów w 1848 roku właścicielem posiadłości tabularnej Monasterz (potem Manasterzec) z Podsobieniem był hr. Edmund Krasicki. Po jego śmierci (1894) władanie objęli jego spadkobiercy, a na przełomie XIX/XX wieku właścicielem dóbr ziemskich w Manastercu był syn Edmunda, hr. Ignacy Krasicki.
W 1873 w Monastercu urodził się Marian Szajna, nauczyciel i działacz sokoli.
W połowie 1901 głośna była sprawa zajść w Manastercu, określanych jako „bunt” przeciw hrabiemu i żandarmerii, podczas których leśniczy zastrzelił kilku włościan.
W okresie międzywojennym wieś w powiecie leskim województwa lwowskiego. W latach 1945–1946 nacjonaliści ukraińscy z OUN-UPA zamordowali tutaj 6 Polaków, paląc wszystkie gospodarstw pozostałe po Ukraińcach przesiedlonych do ZSRR.
W latach 1975–1998 miejscowość administracyjnie należała do województwa krośnieńskiego.

## Zabytki
- Ruiny zamku Sobień.
- Drewniana cerkiew greckokatolicka z 1820. Od 1968 kościół rzymskokatolicki.

## Edukacja
Szkoła Podstawowa Fundacji „Elementarz”.